# Bernard Clavel
Bernard Charles Henri Clavel (Lons-le-Saunier (Jura), 29 mei 1923 – La Motte-Servolex (Savoie), 5 oktober 2010) was een Franse romanschrijver. Hij ontving de Prix Goncourt 1968 voor zijn roman Les Fruits de l’hiver. Clavel is vooral bekend door zijn romans, maar hij heeft ook essays geschreven, gedichten en jeugdboeken gepubliceerd en bijgedragen aan de scripts voor verfilmingen van zijn boeken.

## Levensloop
De ouders van Bernard Clavel, Pierre Henri Clavel (1873-1948) en Héloïse Dubois (1887-1945) werkten als bakker en bloemist. Op 14-jarige leeftijd verliet hij de middelbare school om in de leer te gaan bij een banketbakker in Dole. Hij had daarna verschillende baantjes, bij een brillenfabriek, in een wijngaard en in de bosbouw, bij een boekbinderij en in de journalistiek, terwijl hij ervan droomde om zich helemaal aan het het schrijven te kunnen wijden. Hij werd opgeroepen voor de mobilisatie die voorafging aan de Tweede Wereldoorlog. Hij was actief in het verzet. Hij trouwde en het echtpaar vestigde zich in Vernaison aan de Rhône. Na de oorlog werkte Clavel negen jaar als redacteur bij de Sociale Dienst in Lyon. In 1956 verscheen zijn eerste roman L’Ouvrier de la nuit. Na het verschijnen van zijn vierde boek, L’Espagnol in 1959, wijdde hij zich volledig aan het schrijven.
Clavel woonde van 1977 tot 1979 in Quebec. Tijdens een bezoek aan Canada werd hij verliefd op zijn perssecretaris, de Canadese Josette Pratte. Ze trouwden in 1982. De romancyclus Het rijk van het Noorden is geïnspireerd op zijn verblijf in de regio Abitibi en de verhalen over de pioniers. Het rijk van het Noorden bestaat uit zes delen en verscheen tussen 1983 en 1989. De eerste vier delen zijn in het Nederlands vertaald. Bernard Clavel werd in 2002 benoemd tot ridder in de L’Ordre national du Québec ‘voor zijn werk, dat blijk geeft van een diepe verbondenheid met Quebec’.
Clavel heeft bijna negentig boeken gepubliceerd die in twintig verschillende talen zijn vertaald. Enkele romans bereikten oplages van enkele miljoenen, alleen al in de Franse taal.
Verschillende literaire prijzen werden aan Bernard Clavel toegekend, waaronder de Prix Eugène-Dabit du roman populiste in 1962 voor zijn roman La maison des autres en in 1998 de Prix Maison de la Presse voor Le Soleil des morts. In 1968 ontving hij de Prix Goncourt voor zijn roman Les Fruits de l’hiver. Een onderscheiding met het Légion d’honneur werd door hem geweigerd.
In 1971 werd hij gekozen tot lid van de Académie Goncourt, als opvolger van Jean Giono. In 1977 gaf hij zijn zetel op. Het lezen van alle genomineerde boeken kostte hem te veel tijd en hij voelde zich meer op zijn gemak in de natuur dan in de Parijse literaire salons.

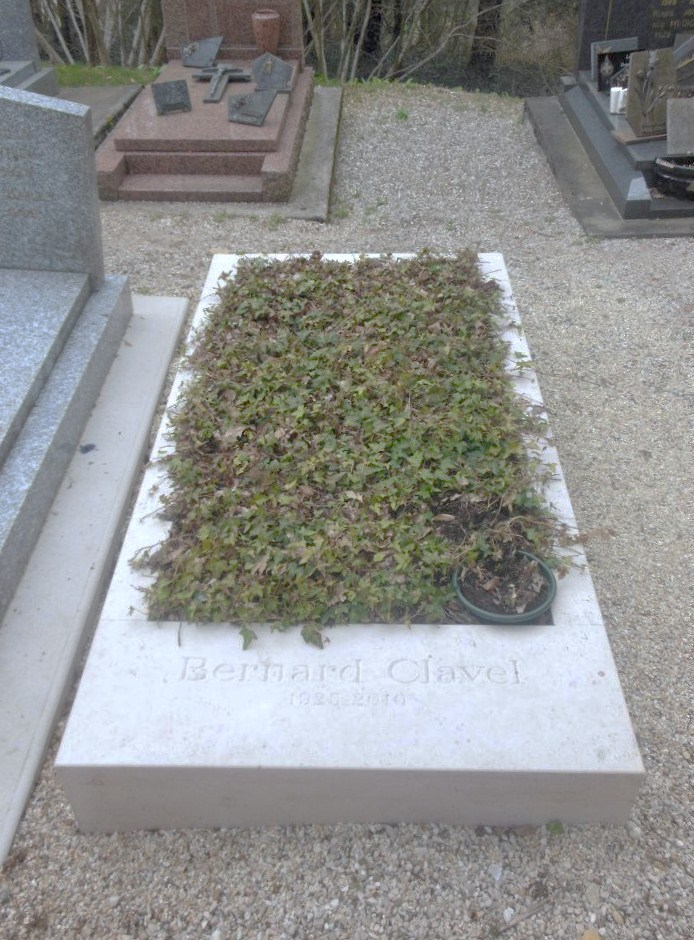
Het graf van Bernard Clavel in Frontenay

Bernard Clavel was een actieve pacifist en mensenrechtenverdediger. Van 2004 tot 2008 was hij lid van de organisatie Coordination pour l'éducation à la non-violence et à la paix. Zijn opvattingen komen ook tot uitdrukking in zijn romans.
In 2004 verscheen zijn laatste roman Les Grands malheurs. Clavel is begraven in Frontenay (Jura). Het persoonlijk archief van Bernard Clavel en Josette Pratte bevindt zich in de Bibliothèque cantonale et universitaire de Lausanne (BCU) in Zwitserland.

## Werken (in Nederlandse vertaling)

#### RomancyclusHet rijk van het Noorden
- 1983 Harricana. Nederlandse vertaling: Harricana (Het rijk van het Noorden, deel 1). Vertaald door Jeanne Holierhoek. Bruna, Utrecht, 1984. ISBN 90-229-5374-2
- 1984 L’Or de la terre. Nederlandse vertaling: Het goud der aarde (Het rijk van het Noorden, deel 2). Vertaald door Jeanne Holierhoek. Bruna, Utrecht, 1985. ISBN 90-229-5419-6
- 1985 Miséréré. Nederlandse vertaling: Weerbarstige grond (Het rijk van het Noorden, deel 3). Vertaald door Jeanne Holierhoek. Bruna, Utrecht, 1986. ISBN 90-229-5480-3
- 1986 Amarok. Nederlandse vertaling: De barre tocht (Het rijk van het Noorden, 4). Vertaald door Pieter Janssens. Zuid-Hollandsche U.M., Weert, 1987. ISBN 9789051121407

#### Jeugdboeken
- 1967 L’Arbre qui chante. Nederlandse vertaling: De zingende boom (jeugdboek). Vertaald door F. van der Woude-Dronkers. Dijkstra’s Uitgeverij, Zeist, 1981. ISBN 9026207808
- 1968 Victoire au Mans. Nederlandse vertaling: Overwinning op Le Mans (jeugdboek). Vertaald door Hans Tosseram. Leopold, ’s-Gravenhage, 1971. ISBN 9025831982

#### Stripboeken
- Het seizoen der wolven. Gebaseerd op de roman La Saison des loups. Tekeningen: Malik. Lefrancq, Brussel, 1989. ISBN 90-71987-15-9
- Het licht van het meer. Gebaseerd op de roman La Lumière du lac. Tekeningen: Malik. Lefrancq, Brussel, 1992.
- Het rĳk van het Noorden. Gebaseerd op de romancyclus Le Royaume du Nord. Scenario: Jean-Claude de La Royère. Tekeningen: Denis Merezette. Lefrancq, Brussel, 1992